# Crocifissione del Duomo di Cremona
La Crocifissione è un affresco (920x1200 cm) del Pordenone, databile al 1520-1521, che si trova nel Duomo di Cremona.

## Descrizione e stile
Il grande affresco si trova nella controfacciata del Duomo, sopra il portone principale, a sua volta affiancato dalla Deposizione (dello stesso autore) e dalla Resurrezione di Bernardino Gatti.
La Crocifissione è imponente per dimensioni e per stile. In uno scorcio prospettico vorticoso e sullo sfondo di un cielo torvo, un soldato lanzichenecco, vero perno della scena, si rivolge allo spettatore indicando teatralmente la Croce di Gesù, in posizione asimmetrica tra le due croci dei ladroni, legati di sbieco e in maniera contorta. Una serie di cavalieri e una folla di svariati personaggi anima la scena turbinosamente, con scene dalla vivace vena popolaresca, come quella della Madonna svenuta tra le pie donne, a sinistra. La folla si agita in maniera scomposta, con i cavalli che ci contorcono in scorci bruschi che danno loro un aspetto quasi demoniaco.
Si tratta di uno dei migliori esempi di lavori dell'artista, dove si riscontrano le sue migliori caratteristiche: stile magniloquente, ricordi classici e del Rinascimento romano (Michelangelo e Raffaello in primis), nonché un temperamento narrativo popolare, di notevole vitalità. Il marcato espressionismo e il pathos popolare avvicinano l'opera alle stazioni del Sacro Monte di Varallo.